# کانیجان
کانیجان (به اسپانیایی: Caneján) یک منطقهٔ مسکونی در اسپانیا است که در دره آران واقع شده‌است. کانیجان ۴۸٫۳ کیلومتر مربع مساحت دارد.